# Corriente del Caribe

Las corrientes más importantes en los océanos de la Tierra

La corriente del Caribe es una corriente marina de agua cálida que fluye hacia el mar Caribe desde el este a lo largo de la costa de Sudamérica. La corriente es el resultado del flujo de la corriente Ecuatorial del Sur Atlántica al fluir hacia el norte a lo largo de la costa de Brasil. Conforme la corriente gira al norte a través del canal de Yucatán, es rebautizada como la corriente de Yucatán.